# Eliezer Setton
Eliezer Otílio Setton (Maceió, 21 de Janeiro de 1957) é um cantor e compositor brasileiro de forró. Poeta, é membro da Academia Maceioense de Letras e notório torcedor do CSA, tendo sido homenageado em 2018 pela torcida do clube, ao lado de Marta e Luiz Felipe Scolari. É pai do também cantor Jaques Setton.

## Biografia
Filho de Salomão Setton Neto, que foi Rei Momo do carnaval de Maceió por 19 anos consecutivos, e de Terezinha Otílio Setton, Eliezer Setton começou a compor em 1976 e no ano seguinte participou do seu primeiro festival de música, o que resultou em sua primeira música gravada, Desesperança, e lhe proporcionou o ingresso no já existente Grupo Terra, grupo musical que foi um marco da cultura alagoana do final dos anos 70 e início dos anos 80.
Em 1983, depois de distinguir-se no IV Festival Universitário de Música, promovido pelo Diretório Central Estudantil da Universidade Federal de Alagoas, conquistando o segundo e terceiro lugares como compositor, além do prêmio de melhor intérprete, aventurou-se como músico da noite atuando em Maceió, São Paulo (1984) e Rio de Janeiro (1985-1989), fazendo o tradicional voz e violão. De volta a Maceió, em 1989, continuou sua trajetória de festivais, culminando com as participações no Canta Nordeste (transmitido ao vivo pela Rede Globo para toda a Região), onde foi finalista em 1994 e 1995 com as músicas Serra Pau e Quem dera que sesse, respectivamente.
Compositor eclético, é na música nordestina que vem colhendo os melhores frutos. Da parceria com Pedro Sertanejo, pai de Oswaldinho do Acordeon, surgiu Campo Formoso, o primeiro forró com sanfona e tudo, gravado por Eliezer num disco de Pedro Sertanejo, em 1982. Da parceria com Oswaldinho do Acordeon, nasceu, dentre outras, Na hora H, música que Elba Ramalho gravou em 1992 e foi indicada para o VI Prêmio SHARP. O casamento com o Forró estava sacramentado e o compositor passou a ser gravado pelos intérpretes do cancioneiro nordestino.
No dia 11 de agosto de 1995, no Circo Pirueta, armado na pista de aeromodelismo da Praça Sinimbu, em Maceió, abriu a Primeira Mostra de Inverno de Música, o que seria seu primeiro espetáculo solo à frente de uma banda. O compositor convenceu o intérprete a trilhar também o caminho do forró.
Em 2009, Eliezer amplia o leque de gêneros e grava o CD Brasil - Hinos à Paisana, cujo repertório contempla dez dos mais representativos hinos do cancioneiro cívico brasileiro.
Em 2011, Eliezer volta ao Forró no CD "O Quelso", que apresenta uma exclusiva e interessante versão da popular "My way", que ganha ares forrozeiros e ficou "Bem a meu jeito".
Em 2012, interpretou o jingle da TV Pajuçara, afliada à RecordTV em Alagoas em homenagem aos seus 20 anos de fundação.

## Sucessos
- Asa Partida, Eliezer Setton - 1996
- Bote Tempo, Eliezer Setton - 1996
- Noite de Lua, Eliezer Setton - 1996
- D'Estar, Eliezer Setton - 1998
- Eu sou o Forró, Eliezer Setton - 2000
- Só Quero Quem Me Quer, Eliezer Setton - 2000
- Natal Nordestino, Eliezer Setton - 2000
- Não Há Quem Não Morra de Amores pelo Meu Lugar, Eliezer Setton - 2000
- Na Hora H, Eliezer Setton - 2003 (canção gravada no décimo quarto álbum da cantora brasileira Elba Ramalho)
- Cabeça com Bob's x Barriga Crescida, Eliezer Setton e Elisete Setton - 2003 (canção gravada no sétimo álbum da banda Mastruz com Leite)
- Terço de Separação, Eliezer Setton - 2003
- Um Coco para Jacinto, Eliezer Setton - 2003
- A Terra é Azul, Eliezer Setton - 2004
- Eu Sou o CSA, Eliezer Setton - 2004
- Sou da Pajuçara, sou CRB - 2004
- Carga Dividida, Eliezer Setton - 2005
- Liberdade no Alçapão, Eliezer Setton - 2005
- Bem-vindo a Caruaru, Eliezer Setton - 2005
- Canção do Turista, Eliezer Setton - 2010

## Discografia
- 1996: Cio do Grão
- 1998: Das Coisas da Minha Terra
- 2000: Ventos do Nordeste
- 2003: Oração do Forró
- 2004: O Carnaval Alagoano de Eliezer Setton
- 2005: Amores do Meu Forró
- 2009: Brasil - Hinos à Paisana
- 2010: Alagoaníssimo
- 2011: O Quelso
- 2019: Em Nome do Forró